# 卢维苏比龙
卢维苏比龙（法語：Louvie-Soubiron，法語發音：[luvi subiʁɔ̃]）是法国大西洋比利牛斯省的一个市镇，属于奥洛龙-圣玛丽区。

## 地理
卢维苏比龙（42°59'58"N, 0°24'49"W）面积26.66 平方千米，位于法国新阿基坦大区大西洋比利牛斯省，该省份为法国东南部省份，涵盖了贝阿恩与北巴斯克，西临大西洋比斯開灣，北至朗德省，东北接热尔省，东临上比利牛斯省，南与西班牙接壤。
与卢维苏比龙接壤的市镇（或旧市镇、城区）包括：费里耶尔、阿斯特-贝翁、贝奥斯特、卡斯泰特、拉兰斯、卢维瑞宗、阿尔贝奥斯特。

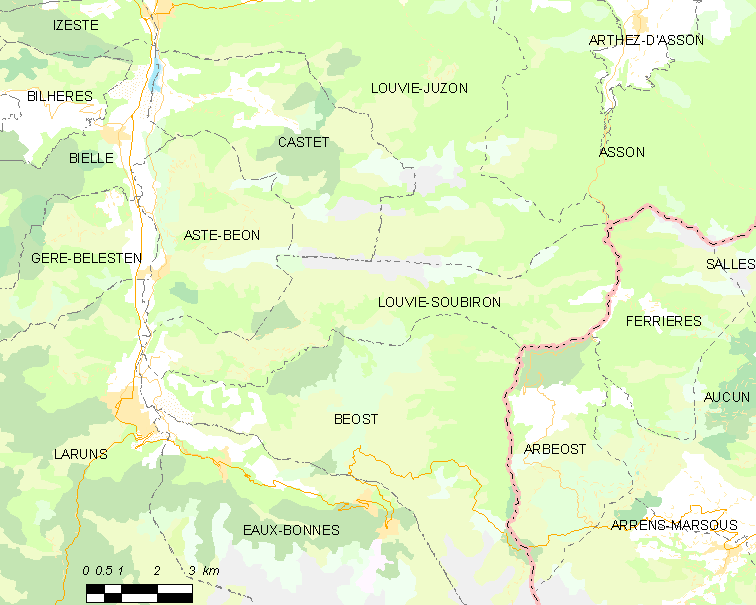
卢维苏比龙的OSM定位图

卢维苏比龙的时区为UTC+01:00、UTC+02:00（夏令时）。

## 行政
卢维苏比龙的邮政编码为64440，INSEE市镇编码为64354。

## 政治
卢维苏比龙所属的省级选区为奥洛龙-圣玛丽第二县。

## 人口

1962-2008年间卢维苏比龙人口变化图示

卢维苏比龙于2022年1月1日时的人口数量为130人。